# Ratusz w Gostyninie
Ratusz w Gostyninie – budynek klasycystyczny wybudowany w latach 1821–1824 według projektu Hilarego Szpilowskiego. Jest to budowla murowana, tynkowana, zbudowana na planie kwadratu, piętrowa. Posiada wieżę zegarową z ażurową latarnią.